# Vaso de precipitado

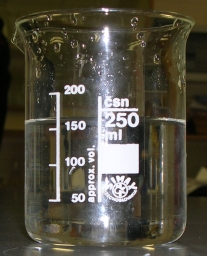
Imagen de vaso de precipitado, tipo vaso Griffin.

Un vaso de precipitado, o conocido también como vaso Beaker, es un recipiente cilíndrico de vidrio borosilicatado fino que se utiliza muy comúnmente en el laboratorio, sobre todo, para preparar o calentar sustancias, medir o traspasar líquidos. Es cilíndrico con un fondo plano; se le encuentra de varias capacidades, desde 100 mL hasta de varios litros. Normalmente es de vidrio, de metal o de un plástico en especial y es aquel cuyo objetivo es contener gases o líquidos. Tiene componentes de teflón u otros materiales resistentes a la corrosión.
Suelen estar graduados, pero esta graduación es inexacta por la misma del artefacto; su forma regular facilita que pequeñas variaciones en la temperatura o incluso en el vertido pasen desapercibidas en la graduación. No es recomendable utilizarlo para medir volúmenes de sustancias, ya que es un material que se somete a cambios bruscos de temperatura, lo cual lo hace desgraduar y en consecuencia entregará una medida errónea.

## Tipos

Tipos de vasos de precipitado: A) vaso Griffin; B) vaso Berzelius; C) cristalizador.

La mayoría de los vasos de precipitado pertenecen al diseño de Griffin, en honor de John Joseph Griffin. En este caso suelen ser de altura baja en relación con su diámetro (su altura viene a ser 1,4 veces su diámetro; modelo A de la imagen adjunta) y suelen venir provistos de un pico o labio que facilita el vertido de líquidos sin que se produzcan derrames.
Suelen ser más altos y esbeltos (su altura viene a ser el doble de su diámetro; modelo B), en cuyo caso reciben el nombre de vaso Berzelius, en honor del químico sueco Jöns Jacob Berzelius. A veces, carecen de pico vertedor y son apropiados para contener electrodos y para titulaciones.
Los vasos planos (C, en la imagen) a menudo son llamados cristalizadores, porque la mayoría se utilizan para realizar la cristalización de un compuesto a partir de una de sus disoluciones, pero a menudo también se utiliza como recipientes para su uso en calefacción al baño María. Estos vasos por lo general no tienen escala graduada.[cita requerida]
Un vaso de precipitado se distingue de un frasco porque en este último sus caras laterales son rectas y no inclinadas o curvas. La excepción a esta definición es un vaso de lados ligeramente cónicos, llamado vaso Phillips.[cita requerida]

Los vasos de precipitado también se conocen como "beaker".[cita requerida]

## Materiales
Los vasos de precipitado son fabricados comúnmente en vidrio (por lo general, vidrio de borosilicato), pero también puede ser en metal (como el acero inoxidable o aluminio) o algunos tipos de plástico (en particular, de polietileno, polipropileno o PTFE). Un uso común de los vasos de polipropileno es el análisis espectral de rayos gamma de muestras líquidas y sólidas y gaseosas. 